# Sulfadimidin
Sulfadimidin (auch Sulfamethazin) ist ein Antibiotikum aus der Gruppe der Sulfonamide, der als Natriumsalz in der Veterinärmedizin zur Behandlung bakterieller und parasitärer Infektionskrankheiten (zum Beispiel Kokzidiose oder Diphtheroide Erkrankungen) verwendet wird. Der mittellang wirkende Arzneistoff wird im Gegensatz zu anderen Sulfonamiden therapeutisch als Einzelsubstanz verwendet.

## Geschichte
Sulfadimidin wurde 1942 von Ward Blenkinsop, 1943 von I.C.I., 1946 von Sharp & Dohme und 1964 von Ist. Chemioterap. Ital. patentiert. Der Patentschutz ist inzwischen ausgelaufen. Von der Firma Cilag wurde die Substanz als Diazil auf den Markt gebracht (vgl. auch Bracco (Unternehmen)).

## Gewinnung und Darstellung
Sulfadimidin kann durch Reaktion von 4-Acetylaminobenzolsulfonylchlorid mit 2-Amino-4,6-dimethylpyrimidin gewonnen werden und anschließender Hydrolyse der Acetylaminogruppe synthetisiert wird. Das 2-Amino-4,6-dimethylpyrimidin wird dafür wiederum durch Kondensation von Acetylaceton mit Guanidin dargestellt. Es kann auch direkt durch Reaktion von Sulfanilylguanidin mit Acetylaceton dargestellt werden.

## Klinik und Pharmakologie
Sulfadimidin hemmt kompetitiv ein Enzym des Stoffwechselweges der Folsäure-Synthese, welches die Dihydropteroinsäure-Bildung katalysiert. Die Toxizität des Antibiotikums ist gering. Eine Ausnahme stellen manche Hühner dar, bei denen toxische Effekte schon im therapeutischen Dosisbereich auftreten können. Nach Anwendung senkt Sulfadimidin die Legeleistung.

## Trivia
Sulfadimidin ist für bestimmte bodenbewohnende Bakterien kein Gift, sondern vielmehr eine willkommene Futterquelle. Die Verbindung, die in der Tierhaltung eingesetzt wird, gelangt über die Gülle auf Felder und in den Boden. Die Bakterien, die zur Gattung Microbacterium gehören, nutzen den Stickstoff und den Kohlenstoff aus der chemischen Verbindung gezielt für ihren Stoffwechsel.